# Ophiogomphus rupinsulensis
Ophiogomphus rupinsulensis – gatunek ważki z rodziny gadziogłówkowatych (Gomphidae). Występuje na terenie Ameryki Północnej.